# Război de manevră
Războiul de manevră este acea conflagrație militară în care rolul primordial îl ocupă compușii de manevrare: cavaleria și unitățile mecanizate. Scopul acestui război este de a distruge armata inamică nu în luptă, ci prin separarea de bazele de aprovizionare și masa principală a armatei inamice. 

## Teorie
Prin război de manevră se subânțelege ocolirea inamicului în flancuri și suprapunerea atacului principal pe pozițiile din spate, cu scopul de separa o parte din trupele inamice de principala grupare armată, și să forțeze astfel predarea acestora. Atacul se face cu utilizarea unor mari mase de trupe în mișcare, asediul cetăților și orașelor nu se efectuează, iar așezările sunt ocolite.

## Istorie

### Antichitate

Manevre tactice de bază

Primul exemplu de război de manevră sunt cucerirele asirienilor. Pentru a-și atinge scopurile, ei începând pentru prima dată să folosească cavaleria. În epoca dominației Romane războaile manevrabile practic au dispărut: Bătălia de la Cannae a fost un exemplu strălucit de încercuire, dar la scara tactică.

### Evul Mediu
În Evul Mediu, toate unitățile mobile erau folosite pentru a ataca frontal, alte soluții ne fiind folosite.

### Evul Mediu Târziu
În Epoca prafului de pușcă războiul de manevră nu a avut o importanță deosebită, doar numai în timpul bătăliilor generale. Cu toate acestea, comandanții, care mergeau la o astfel de tactică, de multe ori reușeau. Genii recunoscuți ale acestor războaie sunt: Eugen de Savoia, Frederic cel Mare și Napoleon Bonaparte.

### Secolul al XX-lea

#### Primul Război Mondial
În Primul Război Mondial devine clară tendința tranziției de la manevra cavaleristică la manevra mecanizată. În 1914, părțile aflate în conflict au încercat reciproc atacul de manevră. Pe frontul de vest, a fost înfăptuirea "Planului Schlieffen", o lovitură asupra Franței prin teritoriul Belgian. Pe scurt, acest plan german a fost creat pentru a evita un război pe două fronturi, prin concentrarea trupelor în vest, înfrângerea rapidă a francezilor și apoi dacă era necesar, deplasarea rapidă a acestor trupe pe calea ferată către est, pentru a face față rușilor înainte ca aceștia să aibă timp să mobilizeze pe deplin. Planul însă nu a reușit din mai multe cauze: întârzierea și rezistența neașteptată din partea belgienilor, astfel că armata franceză reușise mobilizarea și în final Prima bătălie de pe Marna a pus capăt așteptărilor germane.

#### Al Doilea Război Mondial
Al Doilea Război Mondial a fost punctul culminant al dezvoltării războiului de manevră, dezvoltarea forțelor blindate a dat viteza necesară manevrelor necesare pentru a înconjura forțele inamice. Strategia Blitzkrieg a fost adoptată de către germani, iar de sovietici, tactica ofenisivei profunde.

### Prezent
După încheierea celui de-Al Doilea Război Mondial, planurile militare au început să se bazeze pe atacuri nucleare asupra teritoriului inamic. Cu toate acestea, în multe conflicte compușii de manevră au obținut și dețin încă un rol important.